# Napoleon Hill
Napoleon Hill (Pound, Virginia, Estados Unidos, 26 de octubre de 1883-Carolina del Sur, 8 de noviembre de 1970) fue un escritor estadounidense. Es considerado el autor de autoayuda y superación más prestigioso del mundo. Entre otros supuestos éxitos dijo haber sido asesor de varios presidentes de Estados Unidos: Woodrow Wilson y Franklin D. Roosevelt, pero esto ha sido fuertemente cuestionado por historiadores (además de muchos otros de los logros que se adjudicó durante su vida). Su libro Piense y hágase rico (orig. Think and Grow Rich) es considerado uno de los libros más vendidos del mundo.

## Biografía

### Infancia
Hill nació en la habitación de una cabaña cerca de la ciudad apalache de Pound en el suroeste de Virginia. Sus padres eran James Monroe Hill y Sarah Sylvania (Blair) y era nieto de James Madison Hill y Elizabeth (Jones). Su abuelo llegó a los Estados Unidos desde Inglaterra y se estableció en el suroeste de Virginia durante 1847.
La madre de Hill murió cuando él tenía nueve años y su padre se volvió a casar dos años después con Martha. Su madrastra fue una buena influencia para él: «La madrastra de Hill, la viuda de un director de escuela, civilizó al niño salvaje Napoleón, haciéndolo ir a la escuela y asistir a la iglesia».
A la edad de 13 años, Hill comenzó a escribir como «reportero de montaña», inicialmente para el periódico de su padre. A la edad de 15 años, se casó con una chica local que lo había acusado de ser padre de su hijo; la niña se retractó del reclamo y el matrimonio fue anulado.

### Estudios
A la edad de 17 años, Hill se graduó de la escuela secundaria y fue a Tazewell, Virginia para asistir a la escuela de negocios. En 1901, Hill aceptó un trabajo para el abogado Rufus A. Ayers, un magnate del carbón y exfiscal general de Virginia. El autor Richard Lingeman dijo que Hill recibió este trabajo a cambio de presuntamente encubrir la muerte de un botones negro, a quien el anterior gerente de la mina había disparado accidentalmente mientras estaba borracho.
Hill dejó su trabajo de administración de minas de carbón poco después y comenzó la escuela de leyes antes de retirarse por falta de fondos. Más adelante en la vida, Hill usaría el título de "Abogado de la ley", aunque la biografía oficial de Hill señala que «no hay constancia de que haya realizado servicios legales para nadie».

### Negocios fallidos y acusaciones de fraude
Hill se trasladó a Mobile, Alabama en 1907 y cofundó Acree-Hill Lumber Company. En octubre de 1908, The Pensacola Journal informó que la empresa estaba sujeta a procedimientos de quiebra y cargos por fraude postal. El periódico informó que la empresa maderera de Hill había comprado madera de fuera de Mobile, incluidos otros condados de Alabama e incluso de Florida, antes de venderla "a un precio mucho más bajo y, por lo que se sabe en este momento, no ha pagado".
Durante mayo de 1909, Hill se trasladó a Washington D. C. e inició el "Automobile College of Washington", donde instruyó a los estudiantes a construir, conducir y vender automóviles. La universidad ensambló automóviles para Carter Motor Corporation, que se declaró en quiebra a principios de 1912. Durante abril de 1912, la revista de automóviles Motor World acusó a la universidad de Hill de ser una estafa, utilizando materiales de marketing engañosos que serían "una broma para cualquiera de inteligencia promedio". La facultad de Hill terminó su actividad ese mismo año.
Durante junio de 1910, mientras dirigía su universidad de automóviles, Hill se casó con su primera esposa, Florence Elizabeth Horner. La pareja tuvo su primer hijo, James, en 1911, un segundo hijo llamado Napoleon Blair en 1912 y un tercer hijo, David, en 1918. Después de que terminó su universidad de automóviles, Hill se trasladó a Lumberport, West Virginia con la familia de su esposa. Más tarde se mudó a Chicago y aceptó un trabajo en LaSalle Extension University antes de iniciar conjuntamente un negocio de dulces al que llamó Betsy Ross Candy Shop.
Durante septiembre de 1915, Hill estableció y se desempeñó como decano de una nueva escuela en Chicago, el "Instituto de Publicidad George Washington", donde tenía la intención de enseñar los principios del éxito y la confianza en sí mismo. El 4 de junio de 1918, el Chicago Tribune informó que el estado de Illinois había emitido dos órdenes de arresto contra Hill, quien fue acusado de violar las leyes, por intentar de manera fraudulenta vender acciones de su escuela con una capitalización de $ 100,000, a pesar de que los activos de la escuela eran de $ 1200. La escuela terminó poco después.
Más adelante en su vida, Hill diría que pasó este tiempo asesorando al presidente Woodrow Wilson en medio de la Primera Guerra Mundial ; sin embargo, los registros de la Casa Blanca no incluyen ninguna referencia a su presencia allí.
Después del fin del Instituto George Washington, Hill se embarcó en varias otras empresas comerciales. Inició varias revistas personales, incluidas Hill's Golden Rule y Napoleon Hill's Magazine . En 1922, Hill también inició la Intra-Wall Correspondence School, una fundación benéfica destinada a proporcionar materiales educativos a los prisioneros en Ohio. La fundación estaba dirigida, entre otros, por el falsificador de cheques y exconvicto Butler Storke, que sería enviado de regreso a prisión solo un año después. Según la biografía oficial de Hill, este periodo también fue cuando cientos de documentos que asocian a Hill con varias figuras famosas fueron destruidos en un incendio de almacenamiento en Chicago.

### Las leyes del éxito
Durante 1928, Hill se mudó a Filadelfia y convenció a un editor con sede en Connecticut para que publicara su obra de ocho volúmenes The Law of Success (1925). El libro fue el primer gran éxito de Hill, lo que le permitió adoptar un estilo de vida opulento. Para 1929, ya había comprado un Rolls-Royce y una propiedad de 600 acres (240 hectáreas ) en las montañas Catskill, con la ayuda de algunos prestamistas.
Sin embargo, el comienzo de la Gran Depresión afectó negativamente a las finanzas de Hill, lo que obligó a que su propiedad de Catskills fuera ejecutada antes de fines de 1929.
El siguiente trabajo publicado de Hill, La escalera mágica hacia el éxito (1930), resultó ser un fracaso comercial. Durante los siguientes años, Hill viajó por el país, volviendo a sus hábitos de la década anterior de iniciar varias empresas comerciales de corta duración. Durante 1935, la esposa de Hill, Florence, solicitó el divorcio en Florida.

### Piense y hágase rico
Durante 1937, Hill publicó el libro más vendido Piense y hágase rico, que se convirtió en el trabajo más conocido de Hill. La nueva esposa de Hill, Rosa Lee Beeland, contribuyó sustancialmente a la creación y edición del libro. Los biógrafos de Hill dirían más tarde que este libro vendió 20 millones de copias en 50 años, aunque como comenta Richard Lingeman en su breve biografía, 70 años de best sellers de Alice Payne Hackett, sugiere que la cantidad fue considerablemente menor".
Rico una vez más, Hill reinició su lujoso estilo de vida y compró una nueva propiedad en Mount Dora, Florida. La pareja se divorció alrededor de 1940, y gran parte de la riqueza del libro fue para su esposa Rosa Lee Hill, dejando a Napoleon Hill para comenzar una vez más su búsqueda del éxito.

## Libros
- Las leyes del éxito (1928)
- La escalera mágica hacia el éxito (1930)
- Piense y hágase rico (1937)
- Burlar al diablo (1938)
- How to sell your way through life (1939)
- La llave maestra de la riqueza (1945)
- How to raise your own salary (1953)
- Actitud mental positiva (con W. Clement Stone) (1959)
- Como superar el fracaso y obtener el éxito (1960)
- Grow rich!: With peace of mind (1967)
- Succeed and grow rich through persuasion (1970)
- You can work your own miracles (1971)

El libro “Los Manuscritos Perdidos de Napoleón Hill”, no aparece en la lista porque puede ser que haya sido una traducción con un nombre muy diferente a la versión original.